# Qantas
Qantas (Qantas Airways Limited ; prononcé en anglais australien : /ˈkwɒntəs/ ; code AITA : QF ; code OACI : QFA) est la principale compagnie aérienne australienne. Elle assure des vols intérieurs et internationaux sur cinq continents depuis ses hubs à l'aéroport de Sydney et l'aéroport de Melbourne. Qantas est la troisième plus vieille compagnie aérienne toujours en opération (derrière KLM et Avianca). Elle est membre fondateur de Oneworld. Elle n'a plus connu d'accident mortel depuis 1951.
La compagnie ambitionne avec son projet Sunrise, d'étendre son réseau avec des vols très longs-courriers reliant l'Europe, ou l'Amérique, à l'Australie sans escale. L'A350-1000 d'Airbus aurait la faveur de Qantas pour opérer de tels vols, dont la concrétisation du projet intervient en décembre 2020.

## Histoire

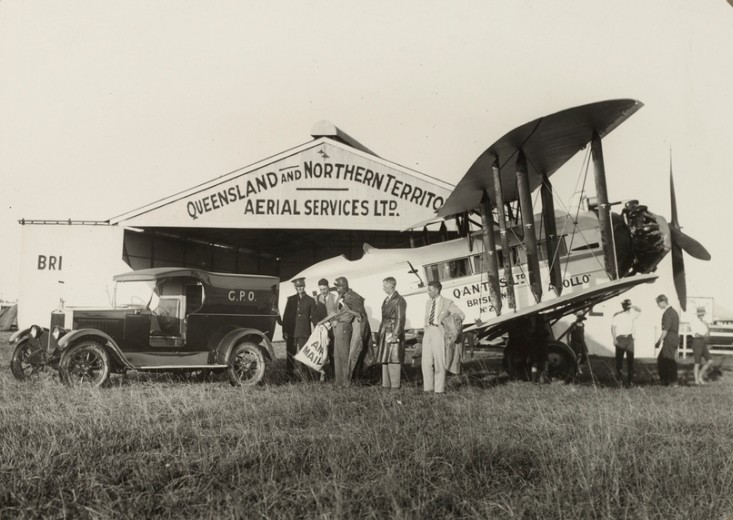
Qantas en 1929.

Fondée le 16 novembre 1920 sous le nom de « Queensland And Northern Territory Aerial Services Limited », par Paul McGuiness, Hudson Fysh, Fergus McMaster et Arthur Baird, elle fut rapidement appelée « Qantas » et adopta ce nom officiellement. Le premier avion de la compagnie fut un Avro 504K. Le premier passager fut Alexander Kennedy, âgé de 84 ans lors du vol inaugural, entre Charleville et Cloncurry, le 2 novembre 1922. De 1926 à 1928, elle construit sept de Havilland DH.50 et un DH.9 à son hangar de Longreach. En 1928, création du Royal Flying Doctor Service of Australia, service d'avions ambulance pour desservir les zones difficiles d'accès en Australie utilisant les appareils de Qantas. En 1929, elle commence à desservir Brisbane. En 1931, elle vole entre Brisbane et Darwin transportant du courrier. En 1934, elle change de nom et devient Qantas Empire Airways. Mai 1935, QEA commence à voler entre Darwin et Singapour avec un de Havilland Express transportant du courrier, pour par la suite poursuivre sa route jusqu'au Royaume-Uni avec la coopération de la Imperial Airways. En 1938, elle déménage son siège social à Sydney. En 1944, elle adopte son logo actuel, le kangourou.

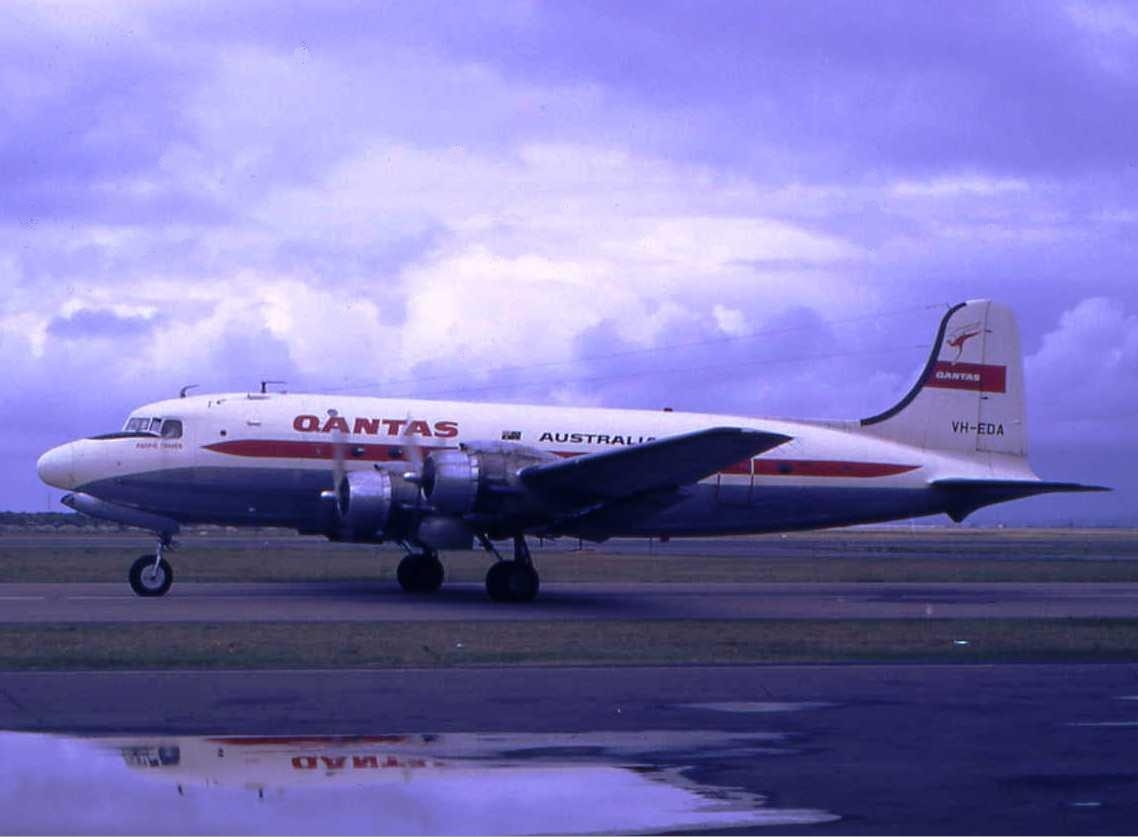
Douglas DC-4 de Qantas.

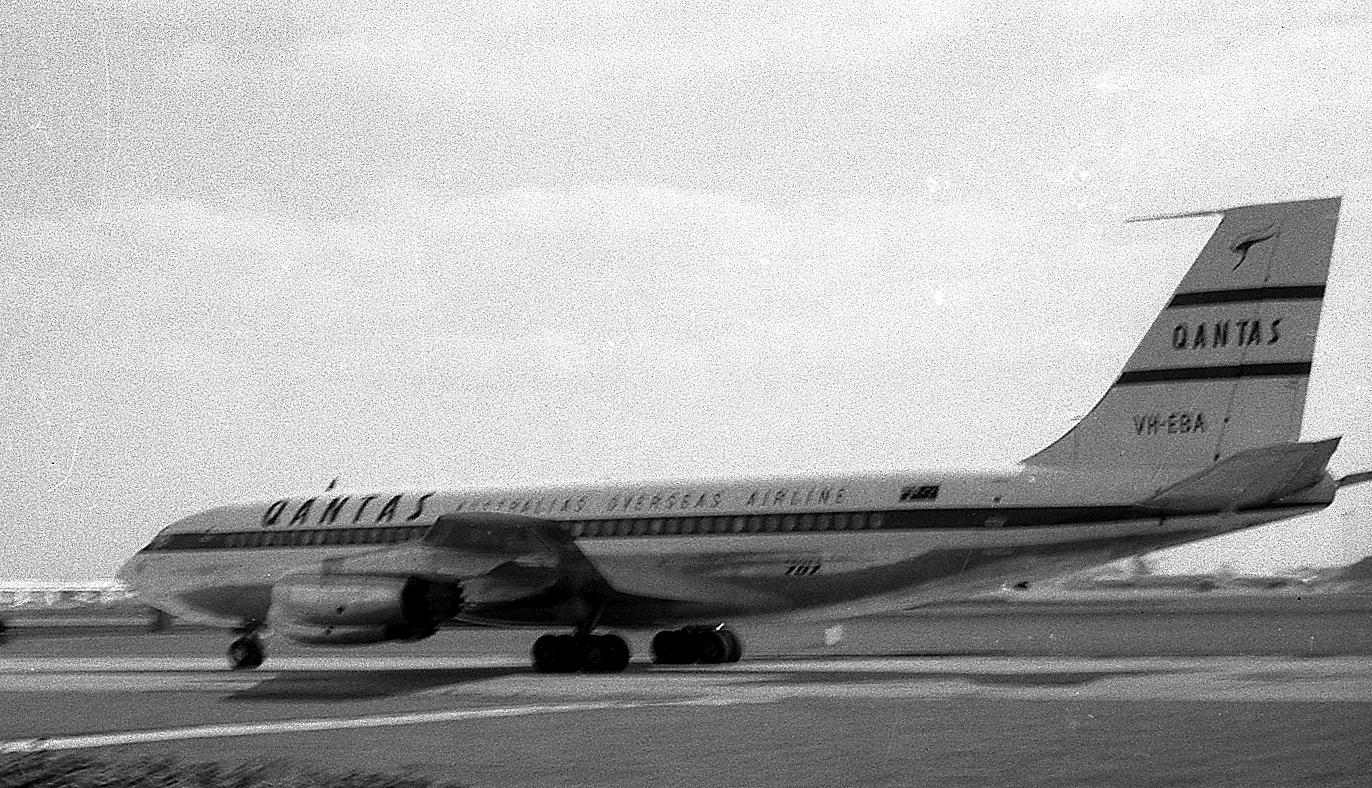
Boeing 707 en 1961.

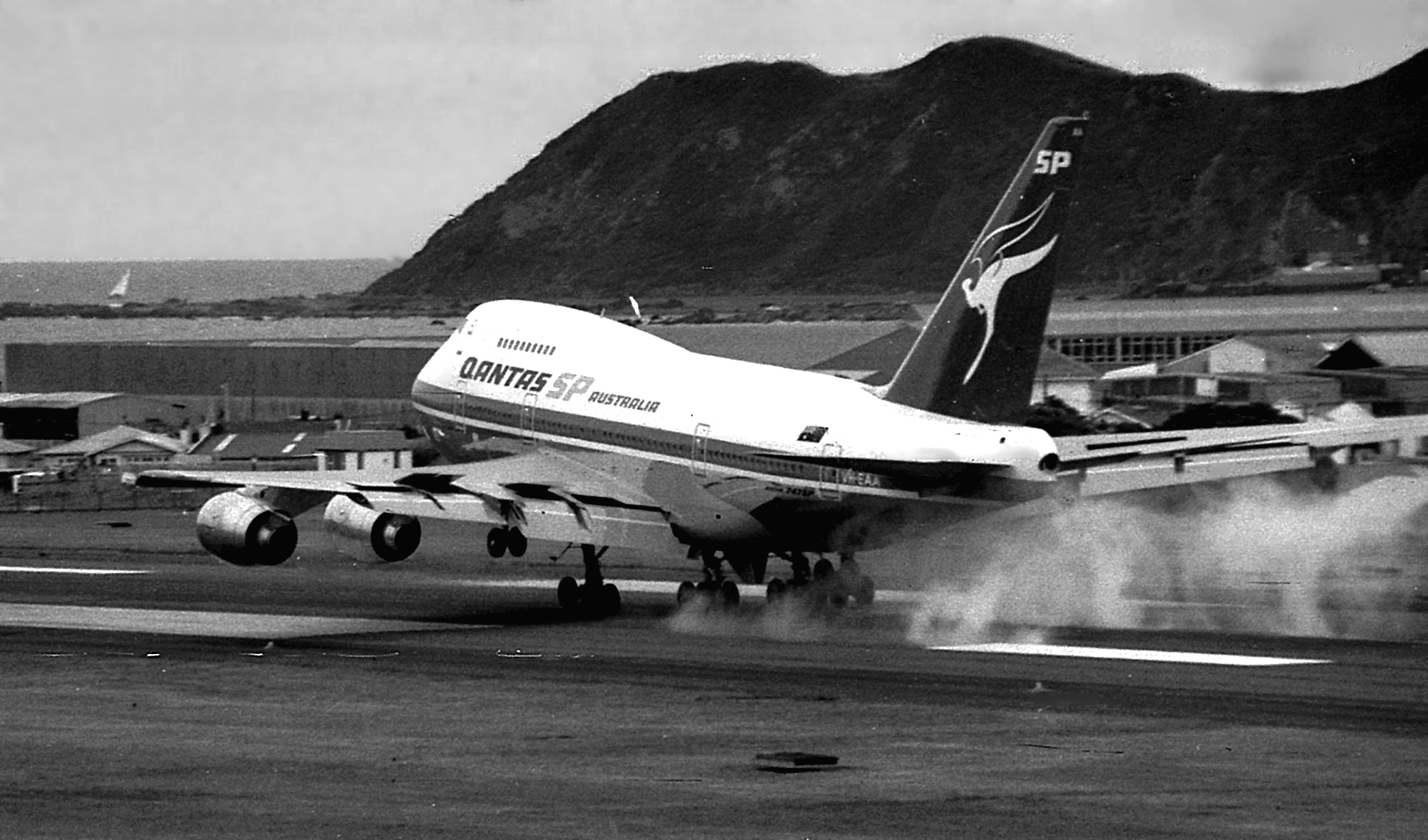
Boeing 747SP en 1981.

En 1946, elle reprend ses vols vers le Royaume-Uni avec son partenaire British Overseas Airways Corporation (BOAC), ajoute à sa flotte le Douglas DC-3 pour desservir la Nouvelle-Guinée et étend son réseau à l'Inde ainsi qu'aux îles du Pacifique. En 1954, elle commence à voler vers San Francisco et Vancouver avec des Lockheed Constellation. En 1959, elle est la première compagnie aérienne non américaine à introduire dans sa flotte le Boeing 707. En 1967, elle change son nom pour Qantas Airways Limited. En 1971, elle ajoute à sa flotte le Boeing 747. En 1985, elle introduit dans sa flotte le Boeing 767. En 1989, elle établit un record mondial de distance en parcourant 18 001 km avec un Boeing 747-400 de Londres à Sydney en 20 heures 9 minutes 5 secondes. 
En 1995, Qantas est désormais une des plus grandes compagnies aériennes mondiale, comptant 139 avions et transportant plus de 15 millions de passagers annuellement. En 1997, 50e anniversaire de la « route Kangourou » entre l'Australie et le Royaume-Uni ainsi que du 50e anniversaire de service entre l'Australie et le Japon. En 2004, elle lance une filiale, Jetstar Airways, compagnie aérienne à bas prix pour desservir l'Australie. En 2009, Qantas introduit à sa flotte l'Airbus A380, elle est la deuxième compagnie aérienne à en avoir le plus commandé avec 20 commandes. En effet, le 20 octobre 2008, Qantas inaugure son premier vol commercial avec l'Airbus A380, entre Melbourne et Los Angeles. Actuellement[Quand ?], les Airbus A380 de Qantas volent sur différentes routes aériennes; de Melbourne à Los Angeles, Sydney à Los Angeles, Sydney à Singapour, Sydney à Londres via Singapour.
Le 4 novembre 2010, lors du vol Qantas 32, un moteur Rolls-Royce Trent 900 sur un Airbus A380 explose au-dessus de l'île indonésienne de Batam, forçant un atterrissage d'urgence à l'aéroport Changi de Singapour. Par la suite un Boeing 747-400 a subi le même dommage au niveau d'un de ses réacteurs.
Le 9 novembre 2010, la Commission européenne condamne Qantas ainsi que dix autres compagnies aériennes pour entente illicite qui viole les règles des traités européens. Ces entreprises s'étaient secrètement entendues pour exiger des surtaxes sur le transport de fret à partir de ou vers l'Union européenne. Qantas est condamnée à verser une amende de 8,9 millions d'euros au budget européen.

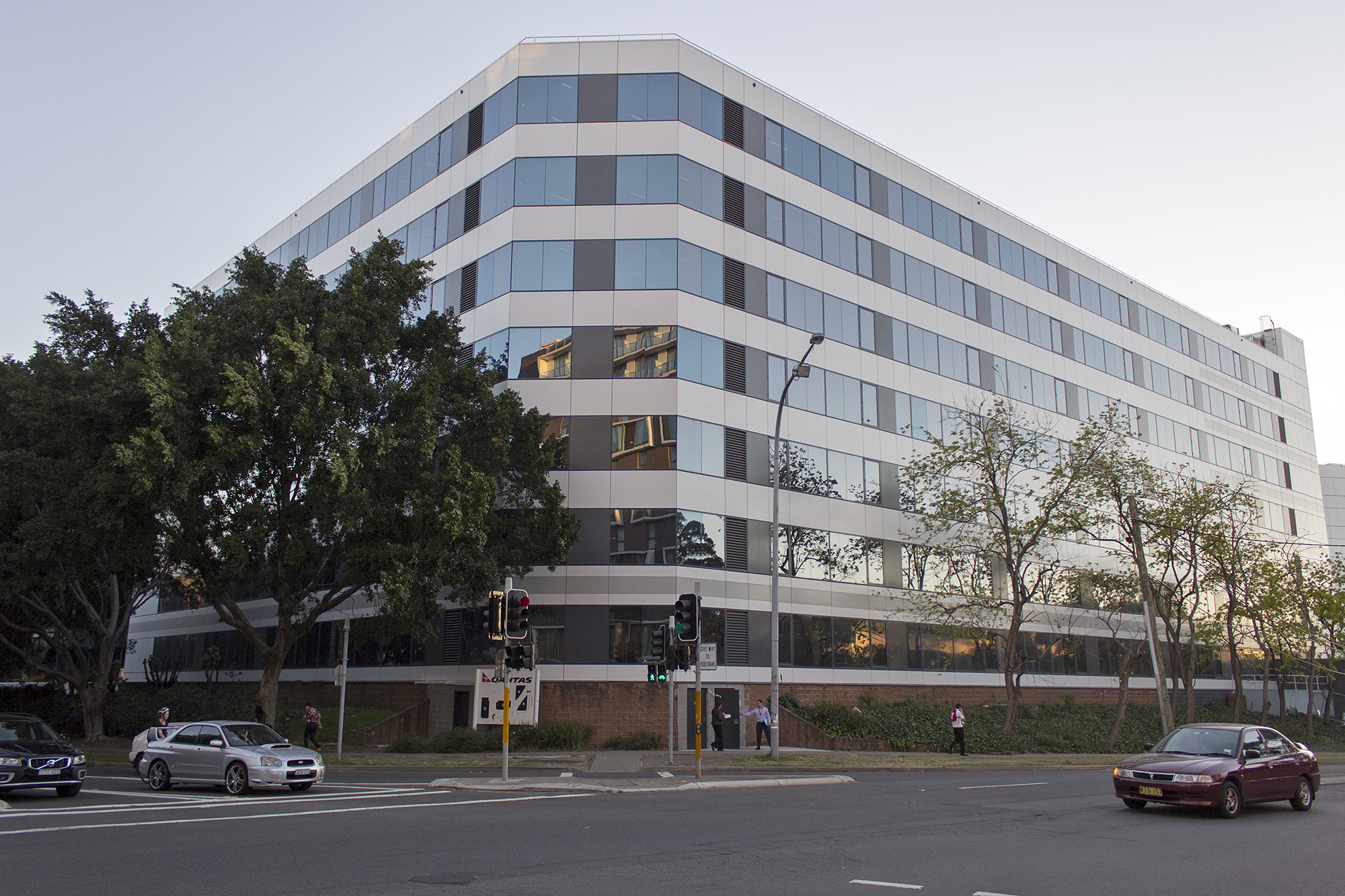
Siège de Qantas à Sydney.

Le 24 mars 2011, un appareil A330-200 est contraint à un atterrissage forcé après qu'un incendie s'est déclaré dans le cockpit de l'avion reliant Manille et Sydney. Les 147 passagers et 11 membres d'équipage n'auraient subi aucune blessure,.
À la fin d'octobre 2011, conséquence d'une série de grèves de différents corps de métiers parmi ses employés — que Qantas qualifie d'« industrial action » (littéralement, « grève industrielle ») —, la société met en lock-out ses employés, ce qui annule tous ses vols.

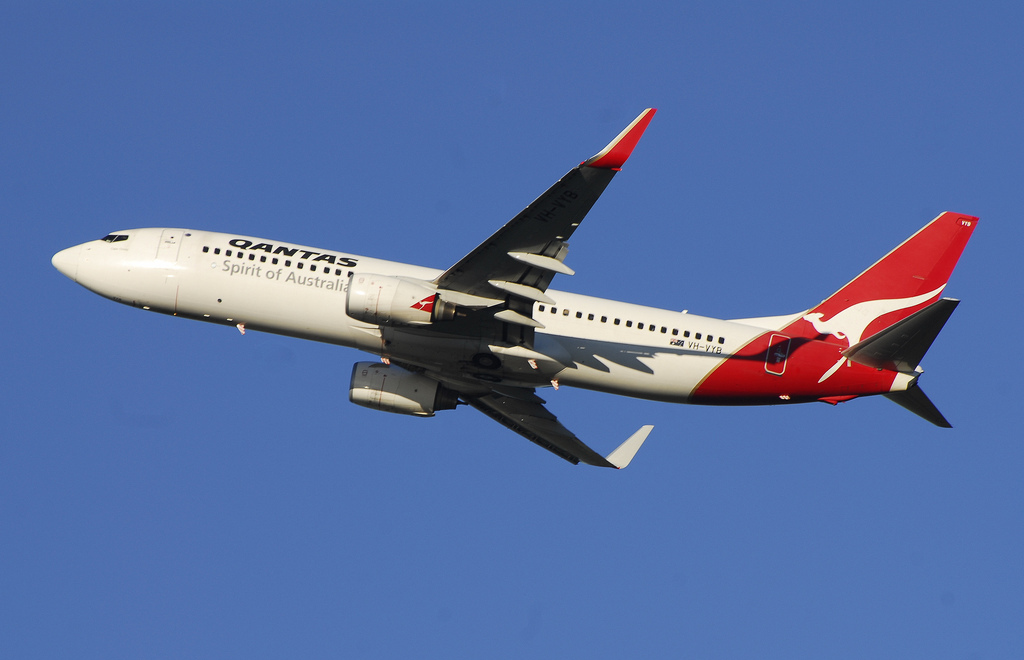
Boeing 737-800 de Qantas.

Le 4 décembre 2012, la compagnie aérienne annonce le retrait de son offre d'accès à l'internet à bord de ses appareils, avançant un manque d'intérêt des passagers. En décembre 2013, Qantas annonce un plan de restructuration avec le départ de plus de 1 000 salariés.
Fin mars 2020, accéléré par la crise du COVID-19, Qantas met à la retraite ses derniers Boeing 747-400, le dernier 747 opérant un vol commercial aux couleurs de Qantas fut le vol QF28 de Santiago à Sydney le 29 mars 2020. Qantas a exploité le Boeing 747 pendant cinquante ans, le premier avait été livré à la compagnie en septembre 1971.
Le 27 octobre 2024, la compagnie décide de retirer ses Boeing 717 du service après 36 ans de service avec QantasLink.
Le 2 juillet 2025, La compagnie aérienne Qantas est victime d'une cyberattaque, affectant une plateforme tierce utilisée par son centre d'appels, compromettant les données personnelles de près de six millions de clients.
La compagnie prévoit à l'horizon 2027 d'ouvrir une ligne directe entre Sydney et New York sans escale à bord d'un Airbus A350-1000. Ce projet nommé « Project Sunrise » serait le vol commercial le plus long au monde. Il durerait environ 19 heures.
La justice australienne condamne en août 2025 Qantas pour le licenciement illégal de 1 820 salariés cinq ans plus tôt. En août 2020, elle avait décidé de renvoyer les travailleurs et de faire appel à de la sous-traitance.

## Destinations
Qantas dessert plus de 80 destinations en Afrique, en Amérique du Nord, en Amérique du Sud, en Asie, en Europe et en Océanie.

### Partenariats
Partage de codes
Outre ses partenaires Oneworld, ses filiales, QantasLink, Jetstar Airways et Jetconnect, Qantas a des accords de partage de codes avec les compagnies aériennes et l'entreprise ferroviaire suivantes :
Compagnies aériennes
| - Air Niugini - Air New Zealand - Air Tahiti Nui - Air Vanuatu - Aircalin - Airnorth - Alaska Airlines* | - American Airlines* - Asiana Airlines - Bangkok Airways - British Airways* - Cathay Pacific* - China Airlines - China Eastern Airlines | - China Southern Airlines - El Al - Emirates - Fiji Airways* - Finnair* - Japan Airlines* - Jetstar Airways | - Jetstar Asia Airways - Jetstar Japan - Jetstar Pacific - KLM - LATAM Chile* - Solomon Airlines - SriLankan Airlines* | - Vietnam Airlines - WestJet |

* membres de Oneworld
Entreprise ferroviaire
- Deutsche Bahn

### Afrique
- Johannesburg

### Amérique du Nord
- Honolulu, Los Angeles, San Francisco, New York, Dallas
- Vancouver

### Amérique du Sud
- Santiago du Chili

### Asie
| Asie de l'Est - Shanghai - Hong Kong - Tōkyō(Haneda, Narita) | Asie du Sud-Est - Jakarta, Denpasar - Manille - Singapour - Bangkok |

### Europe
- Londres
- Paris (depuis 2024, depuis Perth) [19]
- Rome (dès 2023, depuis Perth)

### Océanie
- Adélaïde, Albury, Alice Springs, Armidale, Barcaldine, Biloela, Blackall, Blackwater, Brisbane, Broome, Bundaberg, Cairns, Canberra, Charleville, Coffs Harbour, Darwin, Devonport, Dubbo, Emerald, Gladstone, Gove, Île Hamilton, Hervey Bay, Hobart, Île Horn, Kalgoorlie, Karratha, Launceston, Longreach, Île Lord Howe, Mackay, Melbourne, Mildura, Moree, Mount Hotham, Mount Isa, Narrabri, Newcastle, Newman, Olympic Dam, Paraburdoo, Perth, Port Hedland, Port Macquarie, Rockhampton, Roma, Sydney, Tamworth, Île Thursday, Townsville, Uluru/Ayers Rock, Wagga Wagga, Weipa, Wollongong

- Nadi

- Nouméa

- Auckland, Christchurch, Queenstown, Wellington

- Port-Moresby

## Flotte
En août 2023, Qantas exploite 144 avions et son carnet de commande comprend 76 avions.
Le 14 décembre 2019, la compagnie australienne annonce préférer l'A350-1000 au Boeing 777X, pour ses vols ultra-long courrier (Sydney - Londres et Sydney - New York).

## Prix
Qantas a été élue sixième meilleure compagnie aérienne du monde ainsi que meilleure compagnie aérienne d'Australasie en 2009 selon Skytrax,.
En 2022, selon le même classement Skytrax, elle se situerait désormais à la cinquième place mondiale.

## Galerie

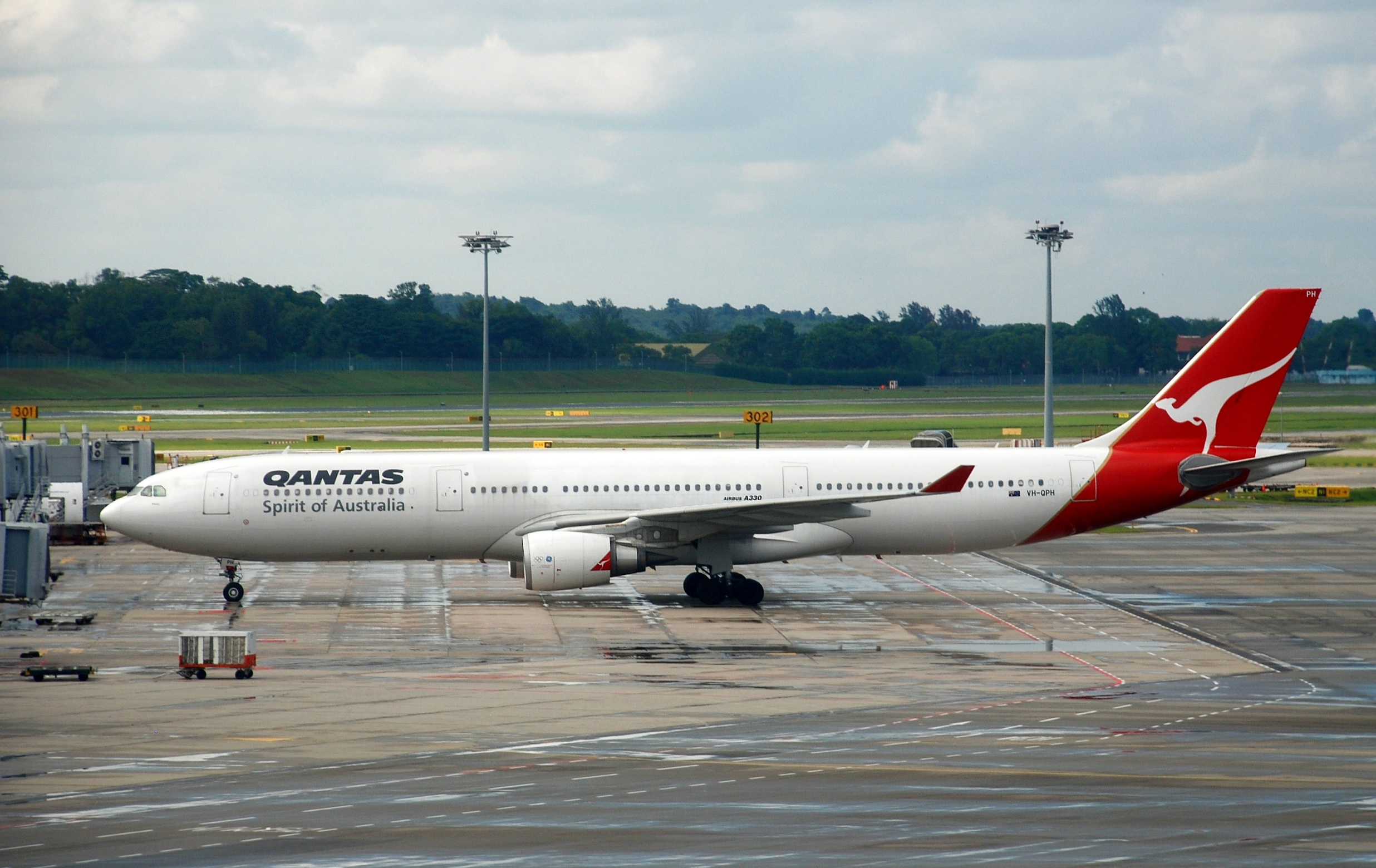
Airbus A330-300.
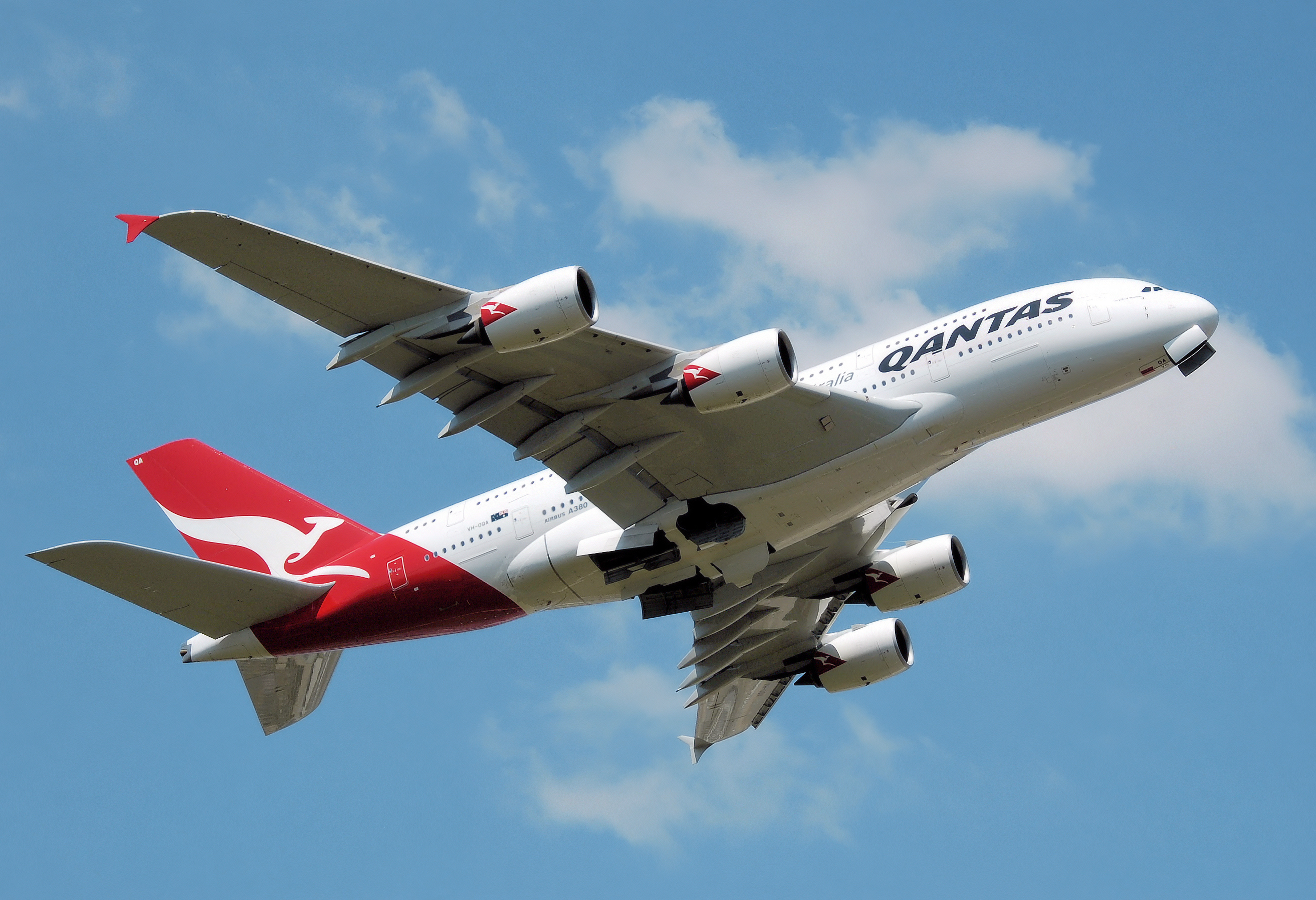
Airbus A380.
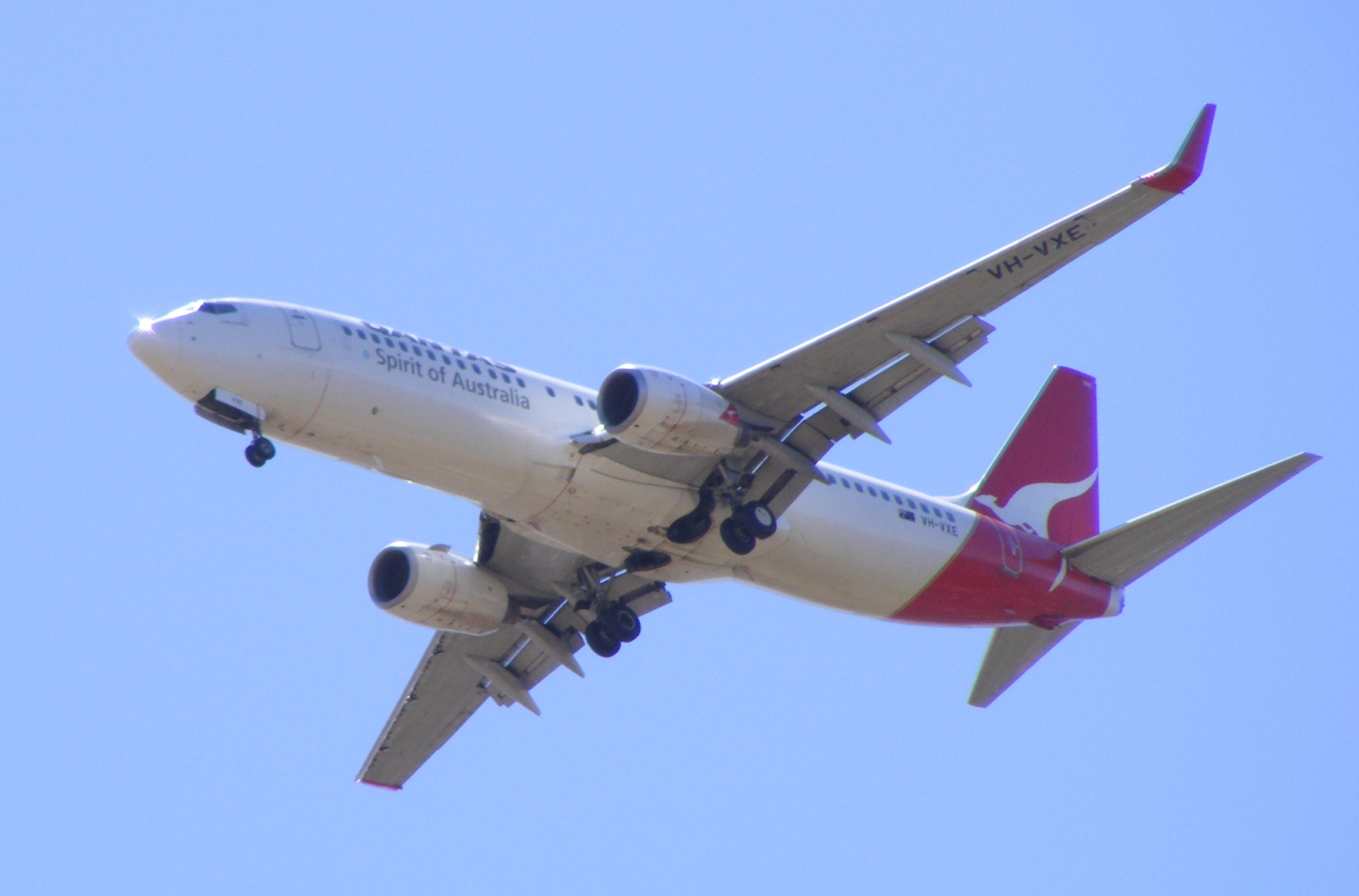
Boeing 737-800.
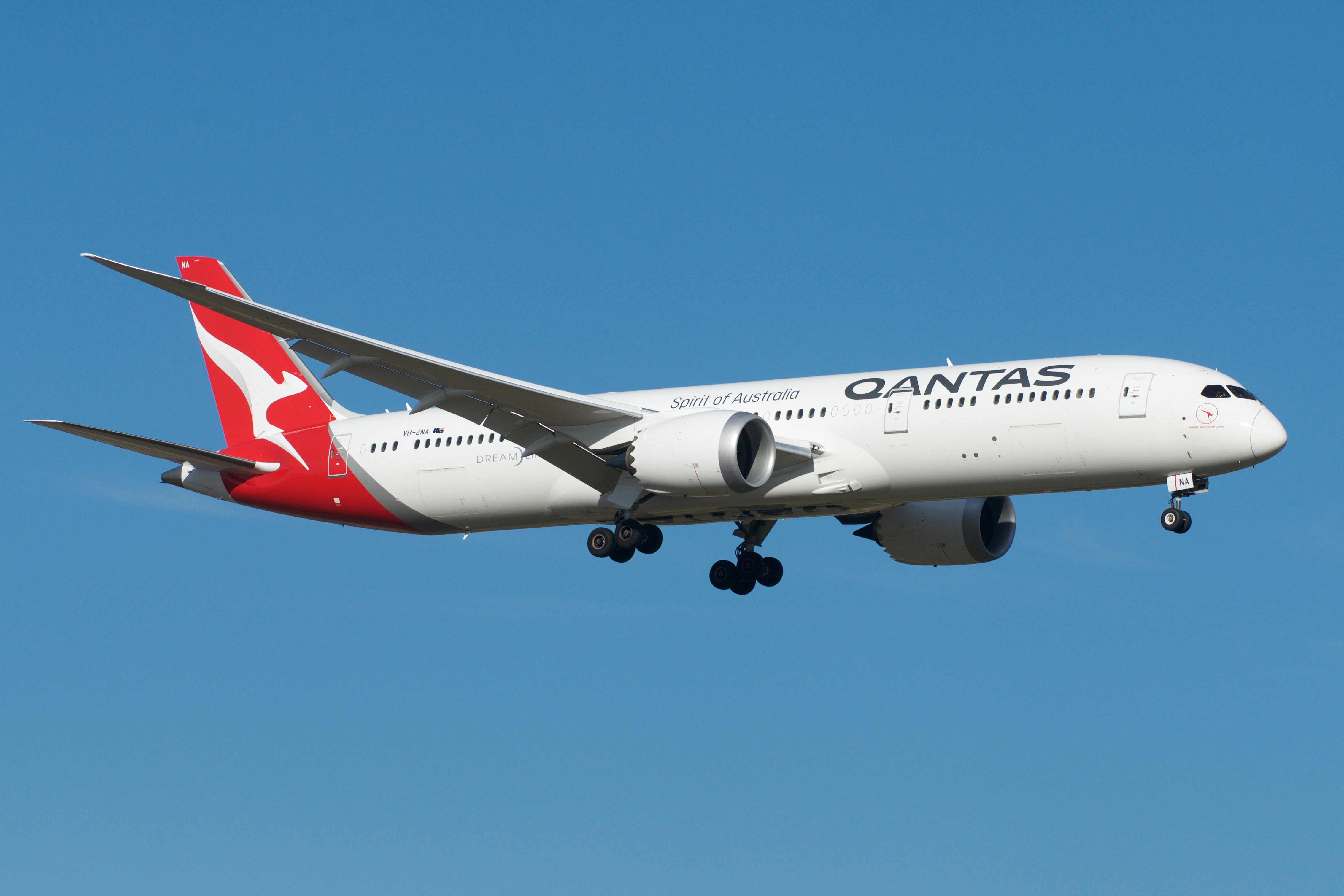
Boeing 787-9.
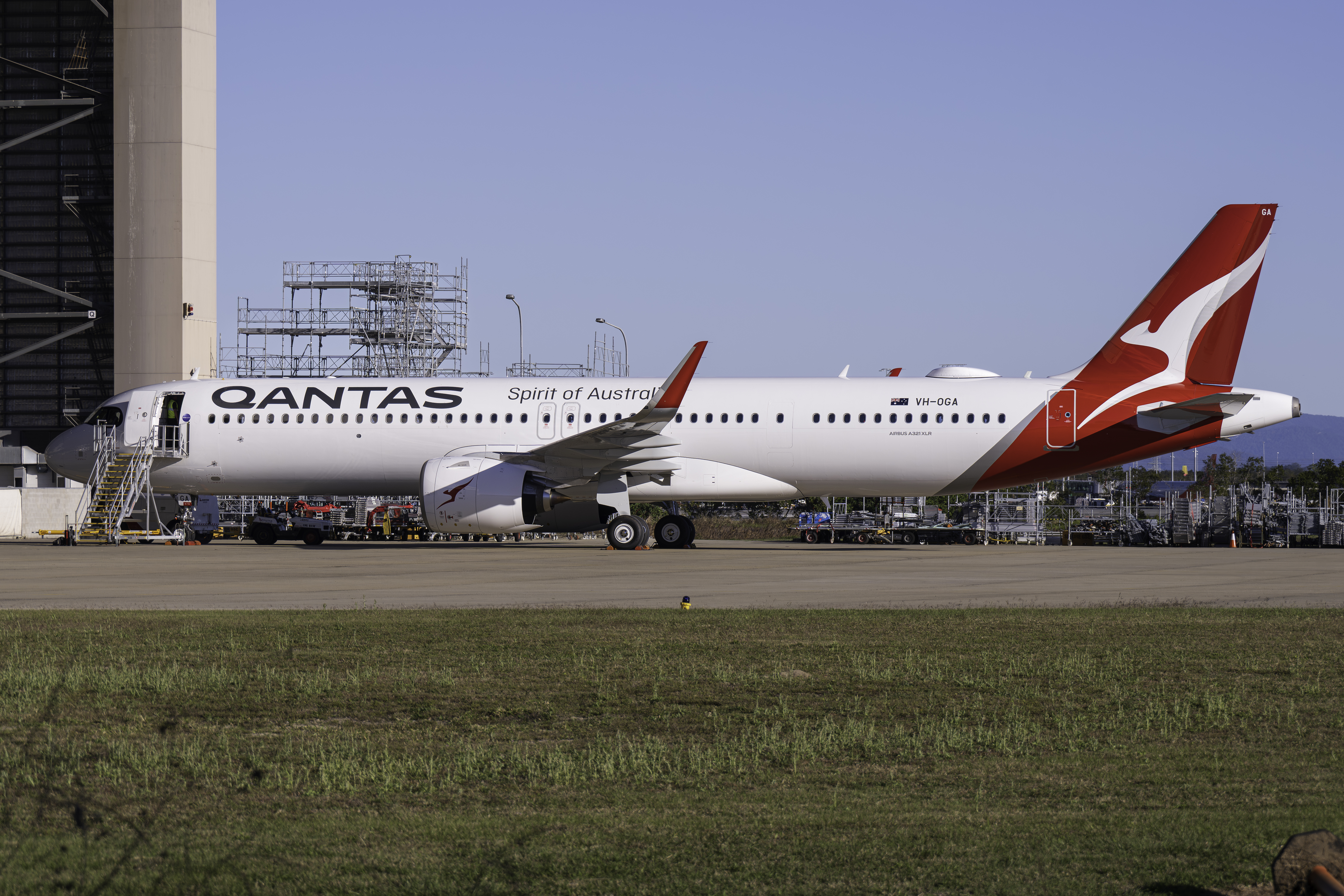
Airbus A321XLR.